# Ajmari
Ajmari (ajmarsko Aymaranaka) so pojem za pripadnike južnoameriške skupnosti, ki govori ajmarščino.
1. 1 2  »Censo de Población y Vivienda 2012 Bolivia Características de la Población«. Instituto Nacional de Estadística, República de Bolivia. str. 29. Arhivirano iz prvotnega spletišča dne 1. avgusta 2021. Pridobljeno 12. novembra 2021.
2. 1 2  »Perú: Perfil Sociodemográfico« (PDF). Instituto Nacional de Estadística e Informática. str. 214.
3. 1 2  »Síntesis de Resultados Censo 2017« (PDF). Instituto Nacional de Estadísticas, Santiago de Chile. str. 16. Arhivirano iz prvotnega spletišča (PDF) dne 12. novembra 2020. Pridobljeno 12. novembra 2021.
4. 1 2  »Censo Nacional de Población, Hogares y Viviendas 2010: Resultados definitivos: Serie B No. 2: Tomo 1« (PDF) (v španščini). INDEC. str. 281. Arhivirano iz prvotnega spletišča (PDF) dne 8. decembra 2015. Pridobljeno 5. decembra 2015.